# Antonio Chihuailaf
Antonio Chihuailaf Huenulef (Quecherehue, Cunco 1899) fue un importante dirigente mapuche chileno, reconocido principalmente en su liderazgo de las organizaciones La Moderna Araucanía y Unión Araucana.

## Biografía
Antonio Chihuailaf nació en 1899 en Quecherehue, actual comuna chilena de Cunco, siendo hijo del longko (cacique) Juan Antonio Chihuailaf, y de Rudecinda Huenulef. Fue hermano del también dirigente Andrés Chihuailaf (def. 1967), futuro fundador del Frente Único Araucano, y medio hermano del dirigente radical Carlos Chihuailaf Railef (1917-2002), quien luego sería padre del escritor Elicura Chihuailaf.
En 1916, mientras cursaba estudios secundarios, fundó en Cunco la organización La Moderna Araucanía, con lineamientos orientados a la educación y el progreso del pueblo mapuche. Con base en ideas similares, en 1926 el sacerdote capuchino Guido Beck de Ramberga lo incorporó como presidente de la nueva organización Unión Araucana. En este rol, en 1928 fue designado por el presidente Carlos Ibáñez del Campo como integrante del Tribunal Especial de División de Comunidades creado por la ley n.º 4.169.  No obstante, dos años después la nueva Ley de Propiedad Austral reemplazó dicho tribunal por juzgados de indios, llevando a un quiebre entre Beck y Chihuailaf, lo que finalmente llevó a la salida de este último de la Unión Araucana.
En 1938 condujo a La Moderna Araucanía a sumarse al izquierdista Frente Único Araucano, por entonces dirigido por su hermano Andrés Chihuailaf, el cual se desintegró poco después de la muerte del presidente Pedro Aguirre Cerda. En las elecciones parlamentarias de 1949 apareció como candidato a diputado por el Partido Liberal Progresista, sin resultar electo.
En años posteriores se orientó a la acción de La Moderna Araucanía como un espacio de provisión de servicios educacionales y a la ayuda mutua en la provincia de Cautín, llegando a administrar seis escuelas para el año 1957. Durante su vida, además, actuó como alcalde y regidor de la comuna de Cunco, así como líder de un Consejo Nacional de Asuntos Indígenas, que en la década de 1950 se enfrentaba a la hegemonía de la Corporación Araucana, con especial énfasis en la promoción de la liquidación de las comunidades indígenas y su conversión en propiedades individuales.
El 13 de septiembre de 1973 declaró su apoyo al golpe de Estado que derrocó al gobierno de la Unidad Popular, y al año siguiente, mediante decreto ley n.º 661 del Ministerio del Interior, recibió una pensión de gracia por parte del nuevo gobierno liderado por el general Augusto Pinochet.